# 임고 나들목
임고 나들목(Imgo IC)은 경상북도 영천시 임고면 삼매리에 설치된 새만금포항고속도로의 23-1번 교차로이다. 하이패스 전용 나들목이기 때문에 임고 하이패스 나들목이라고도 불리며, 2018년 12월 27일에 개통되었다. 대구방향 진입과 포항방향 진출만 가능하다.

## 연혁
- 2018년 2월 21일 : 2018년 12월까지 임고 하이패스 나들목 설치공사를 위해 경상북도 영천시 임고면 삼매리 1.17km 구간 도로구역 변경[1]
- 2018년 12월 27일 : 대구 기점 37.62km 위치에 하이패스 나들목 개통[2]
- 2019년 6월 25일 : 임고 하이패스 나들목 용지분할 결과 반영, 잔여지 매수 등에 의한 도로구역 변경 및 접도구역 변경으로 인해 경상북도 영천시 임고면 삼매리 1.17km 구간 도로구역 변경[3]

## 구조물 정보
- 위치 : 경상북도 영천시 임고면 삼매리
- 영업소 : 경상북도 영천시 임고면 포은로 1051-11

## 접속하는 도로
- 국가지원지방도 제69호선 (포은로)

## 교통량 정보
| 요금소        | 통행량 (대/일) | 통행량 (대/일) | 각주  |
| 요금소        | 2018년         | 2019년         | 각주  |
| ------------- | -------------- | -------------- | ----- |
| 임고 (폐쇄식) | 152            | 365            | [ 4 ] |